# Runar Myrnes Balto

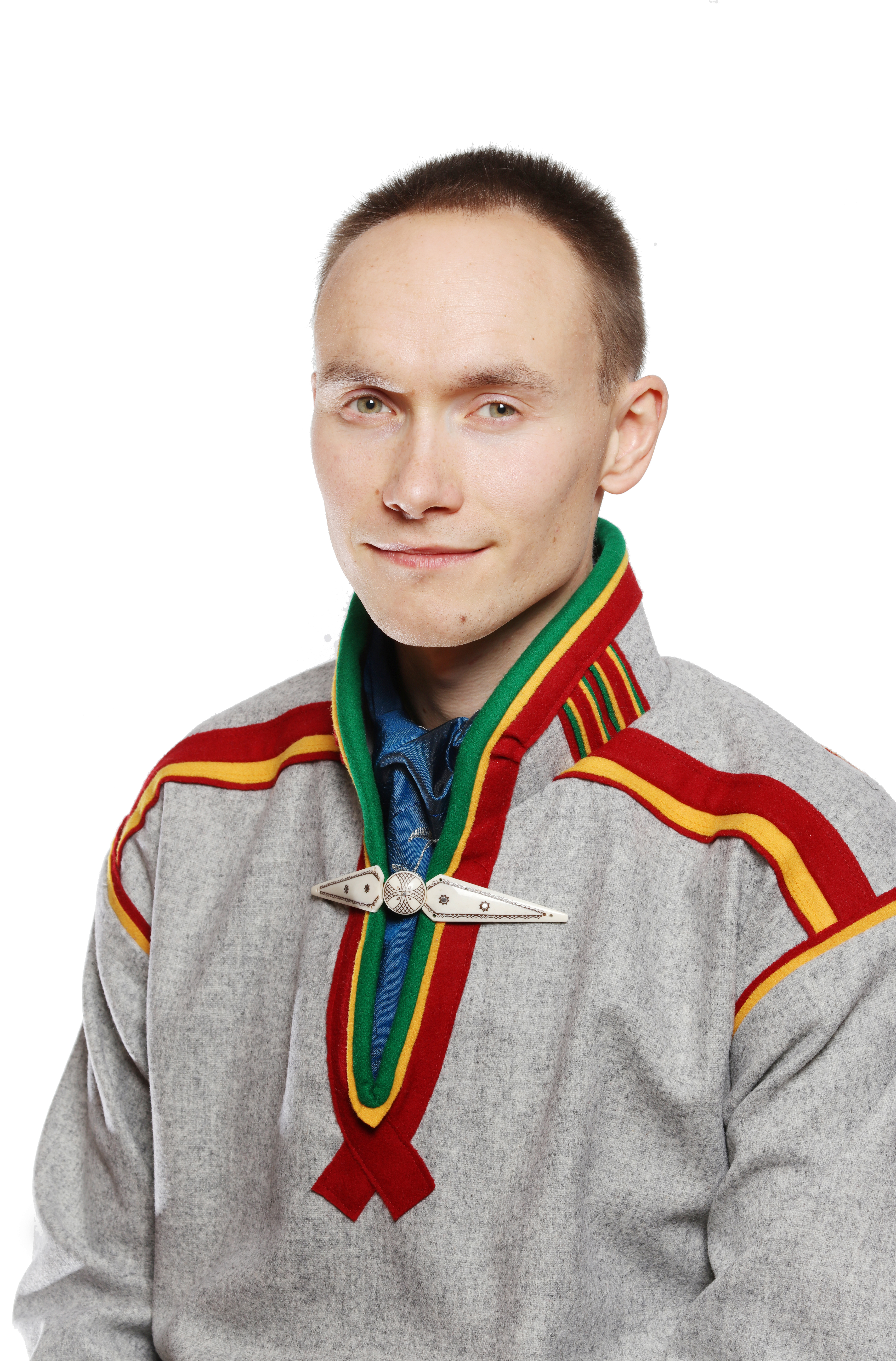
Runar Myrnes Balto, 2017

Runar Sammol Myrnes Balto (* 12. Juli 1987) ist ein norwegisch-samischer Politiker. Sein samischer Name ist Biennáš Elle Elle Eliasa Runar. Seit 2017 ist er Abgeordneter im norwegischen Sameting und von 2018 bis 2021 war er Vorsitzender der samischen Organisation Norske Samers Riksforbund (NSR). Seit 2021 gehört er dem Sametingsrådet an.

## Leben
Balto stammt aus der Kommune Evenes und studierte Entwicklungsstudien an der Universität Oslo. Später arbeitete er als politischer Berater für den Sametingsråd unter Sametingspräsidentin Aili Keskitalo. Bei der Sametingswahl im Jahr 2017 zog er erstmals in das norwegische Sameting ein. Medienaufmerksamkeit erhielt sein Einzug unter anderem deshalb, da mit ihm und seinem Parteikollegen Mikkel Eskil Mikkelsen erstmals offen der LGBT-Gemeinschaft angehörende Personen ins Parlament gewählt worden sind. Gemeinsam mit Mikkelsen erhielt er im Februar 2018 bei der Gaygalla den Preis als „LGBT-Person des Jahres“. Balto vertritt im Sameting den Wahlkreis Vesthavet und wurde zunächst Mitglied im Planungs- und Finanzausschuss. Des Weiteren übernahm er in seiner ersten Legislaturperiode die Position des Fraktionsvorsitzenden der Norske-Samers-Riksforbund-Gruppierung.
Im Dezember 2018 wurde Balto zum neuen Vorsitzenden des Norske Samers Riksforbunds gewählt. Seine Wiederwahl in dieser Position erfolgte im Jahr 2020. Im Anschluss an die Sametingswahl 2021 wurde er Mitglied im von seiner Parteikollegin Silje Karine Muotka geführten Sametingsrådet, also der der Präsidentschaft des Sametings. Im Rahmen seiner Ernennung zum Sametingsråd erklärte Balto seinen Rücktritt als Vorsitzender des NSR.